# 배틀 오브 머신
배틀 오브 머신(Battle of the Damned)은 미국에서 제작된 크리스토퍼 해튼 감독의 2013년 액션, 모험, SF 영화이다. 돌프 룬드그렌 등이 주연으로 출연하였고 이허드 블레이버그 등이 제작에 참여하였다.

## 출연

### 주연
- 돌프 룬드그렌
- 맷 도란
- 에스테반 쿠에토
- 데이비드 필드